# アルフレート・フィケンシャー

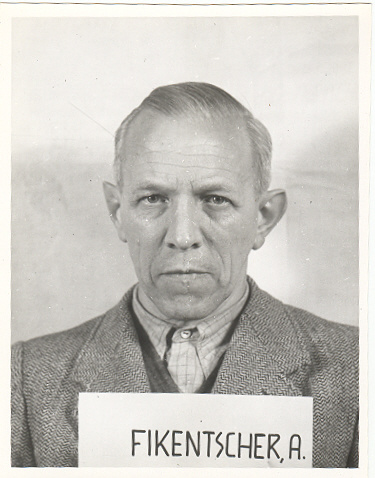
アルフレート・フィケンシャー

アルフレート・フィケンシャー（Alfred Fikentscher, 1888年4月30日 - 1979年1月10日）は、ドイツの軍人。第二次世界大戦時、ドイツ海軍にて海軍軍医総監(Sanitätschef der Kriegsmarine)などを務めた。最終階級は海軍軍医大将(Admiraloberstabsarzt)。

## 経歴
1888年、アウクスブルクに生まれる。若年期のフィケンシャーはミュンヘン学術合唱隊に学生会員(Studiums Mitglied)として所属していた。1910年4月1日、バイエルン陸軍の近衛歩兵連隊に一年志願兵として入隊。1914年4月1日、海軍医(Marinearzt)たる1年志願兵として帝国海軍に転属する。1914年5月11日からは海軍軍医将校団(Marinesanitätsoffizierskorps)に名を連ねた。第一次世界大戦勃発後の1916年4月より第2魚雷艇団(2. Torpedobootshalbflottille)の小艦隊付軍医(Halbflottillenarzt)や大巡洋艦ザイドリッツ付の軍医補(Hilfsarzt)などを務めた。彼はザイドリッツの艦内で敗戦を迎え、スカパ・フローでの艦隊自沈にも居合わせている。ザイドリッツ自沈後に英国軍の捕虜となり、1920年9月に釈放された。
帰国後の1920年10月6日よりヴィクの海軍病院に勤務し、また封鎖艦クロンプリンツ(Kronprinz)付軍医も兼任していた。
1939年11月27日、再建された海軍において海軍軍医中将(Admiralstabsarzt)の階級を得ると共に海軍衛生局長官(Chef des Marinemedizinalamte)に就任する。この職は後に海軍軍医総監と改称されている。フィケンシャーは海軍軍医総監の地位や権限を定める「海軍軍医総監の為の規約」の作成に携わり、これは1942年7月に海軍総司令エーリヒ・レーダー提督によって承認されている。1942年9月1日、海軍軍医大将(Admiraloberstabsarzt)に昇進。1943年11月30日には海軍を退役するが、以後も衛生計画・経済局長(Leiter des Amts für sanitäre Planung und Wirtschaft)やカール・ブラントSS中将の後任者たる医療衛生委員会総長(Generalkommissar für das Sanitäts- und Gesundheitswesen)として敗戦まで務めた。また、海軍軍医総監の職はエミール・グロイル海軍軍医中将が引き継いだ。
敗戦後のニュルンベルク裁判には証人として呼び出され、1946年9月6日の公聴会で証言を行なっている。その後はキールで眼科医として働いた。
1962年、著書『Ziel und Weg der nationalen Opposition』を発表する。1964年、右派地方紙『ドイツ国家新聞』から取材を受け、ナチス・ドイツ時代の子供の安楽死について質問された際、「私が思うに、こうしたシステムの根絶は認められるべきだ」と語っている。しかし一方で右派政治団体との交流を持ち続け、1961年ドイツ連邦議会選挙ではドイツ帝国党の、1965年ドイツ連邦議会選挙では独立したドイツ人の運動連合の候補としてシュレースヴィヒ＝ホルシュタイン州から出馬しているが、いずれも落選している。
1979年、キールにて死去。

## 受章
- 一級・二級鉄十字章（1914年版）[5]
- 四級から一級国防軍勤続章
- 一級・二級剣付戦功十字章 （1939年版）
- ドイツ十字章銀章 - 1943年9月21日受章[6]